# Ante Christum natum
 Ante Christum natum лат. (изговор: анте христум натум). Прије Христова рођења.

## Поријекло израза
Модерно мјерење свјетског времена, и у њему такозвана Дионизијева ера, названа по Дионизију Малом (лат. Dionysius Exiguus), римском научнику и игуману (прва половина VI века), почиње рођењем Исуса Христа. Дионизије се сматра оснивачем хронологије свјетског времена којем је нулта или почетна тачка рођење Исуса Христа . Њом завршава стара, а почиње нова или наша ера.

## Значење
По тој, једној од најопштијих подјела историје човјечанства, вријеме се мјери на оно „прије Христова рођења”, прије нове ере, или прије наше ере, и историју „послије Христова рођења”, или нашу, односно нову еру.

## Скраћено писање
- „Прије Христова рођења” (лат. Ante Christum natum) се скраћено пише лат. „A.a.C.”. У српскм језику се „прије Христова рођења” скраћено пише „п. н. е.” или „прије н.е.” (прије нове ере или прије наше ере)[1]
- "Послије Христова рођења " (лат. Anno Domini се скраћено пише лат. „a.d.”. U српском језику „послије Христова рођења” се скраћено пише "н.е. " (нова ера или наша ера)[1]